# Хохлов Федір Іванович
Федір Іванович Хохлов (29 січня 1929, Великі Добринці — 2000) — український живописець; член Спілки радянських художників України.

## Біографія
Народився 29 січня 1929 року в селі Великих Добринцях (нині Волгоградська область, Росія). 1942 року закінчив Саратовське художнє училище; у 1951 році — Київський художній інститут, де навчався у Олексія Шовкуненка, Тетяни Яблонської. Член КПРС з 1961 року.
Мешкав у Черкасах в будинку на вулиці Свердлова/Байди-Вишневецького, № 32, квартира № 21. Помер у 2000 році.

## Творчість
Працював у галузі станкового живопису. Серед робіт:
- «На набережній у вихідний день» (1953);
- «В Ужгороді» (1957);
- «На будівництві» (1960);
- «Лампочка Ілліча» (1969).

Брав участь у республіканських виставках з 1954 року. 
Твори художника зберігаються музеях України у тому числі у фондовій колекції Черкаського обласного художнього музею, а також в приватних колекціях.